# Noyalo
Noyalo (bretonisch Noaloù) ist eine Ortschaft und eine ehemalige französische Gemeinde mit 939 Einwohnern (Stand: 1. Januar 2022) im Département Morbihan in der Region Bretagne. Sie gehörte zum Arrondissement Vannes und zum Kanton Vannes-Est.
Sie wurde mit Wirkung vom 1. Januar 2016 mit der früheren Gemeinde Theix zur Commune nouvelle Theix-Noyalo zusammengelegt. Der Verwaltungssitz befindet sich im Ort Theix. In der neuen Gemeinde hatte lediglich Noyalo den Status einer Commune déléguée aber diese wurde jedoch im Jahr 2024 durch eine Entscheidung der Gemeinde beendet.

## Geografie
Noyalo liegt im Süden des Départements. Bis nach Vannes sind es (Luftlinie) ungefähr acht Kilometer. Nachbarorte sind Theix im Norden, Surzur im Süden, Le Hézo im Südwesten sowie Séné im Westen. 

## Bevölkerungsentwicklung
| Jahr      | 1962 | 1968 | 1975 | 1982 | 1990 | 1999 | 2006 | 2012 |
| Einwohner | 303  | 335  | 391  | 472  | 593  | 666  | 698  | 781  |

## Sehenswürdigkeiten
- Kirche Sainte-Anne, erbaut im 19. Jahrhundert mit einem Kreuz und einer Sonnenuhr
- Herrenhaus in L′Isle aus dem 16. Jahrhundert
- zwei Brunnen an der Route de Surzur (1760) und im Dorfzentrum (1869)
- eGezeitenmühle in Kerentrech (16. Jahrhundert)

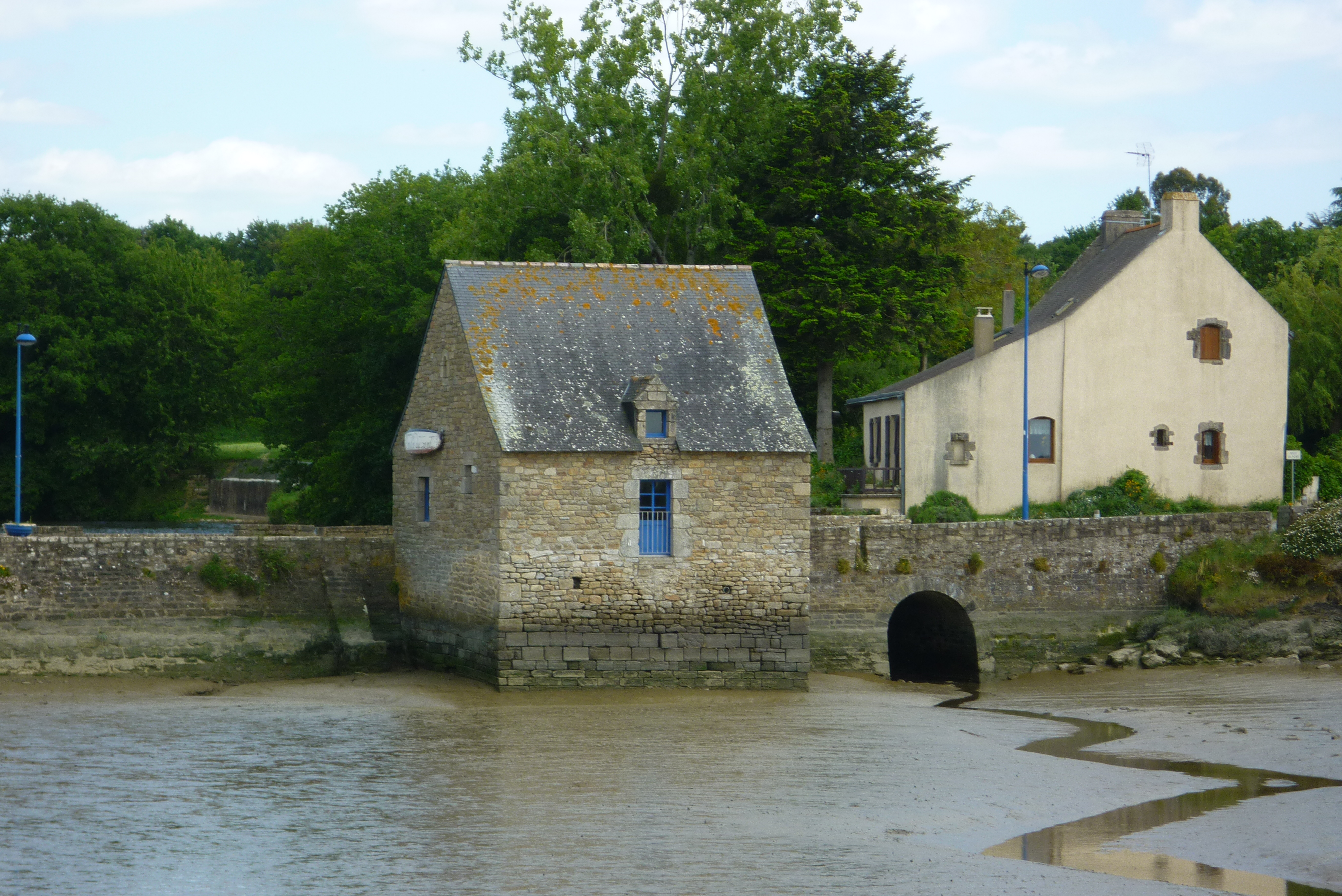
Gezeitenmühle Noyalo von Kerentrech

## Nachweise
1. ↑  Erlass der Präfektur über die Bildung der Commune nouvelle Theix-Noyalo vom 5. November 2015.
2. ↑  Le conseil de Theix-Noyalo entérine la suppression de la commune déléguée de Noyalo